# 結婚のカタチ
『結婚のカタチ』は、2004年10月4日～11月11日にNHK夜の連続ドラマ（よるドラシリーズ）の枠で放送された現代の結婚観について問う青柳祐美子脚本のテレビドラマ（全6週間24回シリーズ）である。

## ストーリー
主人公・相馬有里（藤原紀香）と中原大介（葛山信吾）は事実婚（戸籍上は入籍していない結婚方法）の夫婦であったが、ある日マンションの水道管の水漏れがきっかけで別居してしまうが、その時高見沢恭子（紺野まひる）に大介が一目ぼれをし、やがて別居期間を利用した恭子と大介の不倫行動が勃発する。そして由理も恭子のことが気になってしまう…。
近年の帯ドラマ（特に昼ドラマ）によく見られる「愛憎劇（ドロドロ）」の要素を絡ませた作品である。

## キャスト
- 相馬有里：藤原紀香
- 中原大介：葛山信吾
- 高見沢恭子：紺野まひる
- 大庭薫：鈴木砂羽
- 大庭正和：田中哲司
- 相馬佐奈：椎名法子
- 相馬俊一：井之上チャル
- 徳永卓哉：白井晃
- 高見沢都子：夏木マリ
- 相馬和子：市毛良枝
- 沢井良夫：竜雷太
- 井澤健

## 主題歌
- 大塚愛『大好きだよ。』